# Svante Grundberg
Per Göran Svante Grundberg, född 9 november 1943 i Njurunda församling i Sundsvalls kommun, Västernorrlands län, död 25 april 2019 i Heliga Trefaldighets distrikt i Gävle, var en svensk skådespelare, författare, regissör och ståuppkomiker.

## Biografi
Grundberg växte delvis upp i Lycksele, där han avlade studentexamen vid Lycksele högre allmänna läroverk 1964.
Han verkade som skådespelare och regissör på teatrar (som Teater 9, Pistolteatern och Radioteatern) i Stockholm omkring 1970-talet och filmdebuterade i Marianne Ahrnes film Frihetens murar (1978) och medverkade i ytterligare två av hennes produktioner, TV-serien Den tredje lyckan (1983) och På liv och död (1986). Han gjorde komiska biroller i underhållningsfilmer som Sällskapsresan (1980), Gräsänklingar (1982) och som kanotisten i de tre filmerna i serien Göta kanal.
Grundberg var kännare av jazzorienterad musikhistoria och gjorde flera egna, internationellt uppmärksammade musikdokumentärer; filmen The Crickets blev även 1989 nominerad till det amerikanska ACE Award. För en bredare publik blev han känd med TV-programmet Nattsudd (1985–1991), där han och Björn Wallde samtalade om aktuella händelser, äldre populärmusikhistoria, såg på gamla musikfilmsnuttar och spelade musik på skiva. Programmet var på den tiden omtalat då de båda två rökte och drack sprit hela tiden i programmet, visserligen på låtsas men det var ju ändå teve – tyckte man då.  År 2000 gav han också ut boken Nattsuddboken.
Grundberg var en av de alternerande programledarna i radioprogrammet Radio Nattsudd 102,7 på närradion Radio Gävle (inklusive webbradio). Programmet startade sommaren 2017 med mottot "rykande inaktuell musik". Han medverkade även i radioprogram som Rocklagret, Bip Bop Boom och Garanterat inaktuellt. Han sågs även i Discocrews musikvideo Husvagn.
Svante Grundberg är gravsatt i minneslunden på Adolf Fredriks kyrkogård i Stockholm.

## Filmografi i urval

### Roller
- 1978 – Frihetens murar
- 1980 – Mördare! Mördare!
- 1980 – Mannen som gick upp i rök
- 1980 – Sällskapsresan
- 1981 – Dagar i Gdansk
- 1981 – Göta kanal
- 1982 – Gräsänklingar
- 1983 – Den tredje lyckan (TV-serie)
- 1983 – Henrietta
- 1984 – Julstrul med Staffan & Bengt (TV-serie)
- 1986 – På liv och död
- 1988 – Enkel resa
- 1988 – Guld! (TV-serie)
- 1990 – Smash (TV-serie)
- 1991 – Ett paradis utan biljard
- 1992 – Rederiet (TV-serie)
- 1995 – Sommarens Goda (TV-serie)
- 1997 – Adam & Eva
- 2000 – Ronny & Julia
- 2003 – Lillebror på tjuvjakt
- 2003 – Hagström - allt i musik
- 2006 – Göta kanal 2 – kanalkampen
- 2009 – Göta kanal 3 – Kanalkungens hemlighet
- 2009 – Slitage (kortfilm)
- 2010 – Den ryska dörren
- 2012 – Flimmer
- 2017 – Småstaden (TV-serie)

### Regi och producent
- 1982 – Gluggen (inslag i TV-programmet Casablanca)
- 1985–1991 – Nattsudd (TV-serie)
- 1987 – Bo Diddley: I Don't Sound Like Nobody (TV)
- 1989 – The Crickets: My Love Is Bigger Than a Cadillac (TV)
- 1990 – Rökrock - The Non-History of Rock'n Roll
- 1994 – Goodnight Sweden (TV)
- 2005 – Swingen anfaller (TV)

### Filmmanus
- 1994 – Goodnight Sweden (TV)

## Teater

### Roller
| År   | Roll                   | Produktion                                                                     | Regi         | Teater                   |
| ---- | ---------------------- | ------------------------------------------------------------------------------ | ------------ | ------------------------ |
| 1978 | Roberto Farfar Simeone | Caviar och spagetti (Caviale e lenticchie) Giulio Scarnicci och Renzo Tarabusi | Egon Larsson | Helsingborgs stadsteater |